# Gheorghe al III-lea al Ciprului
Gheorghe al III-lea al Ciprului (n. 25 mai 1949, Athienou⁠(d), Eparchia Larnakas, Cipru) este întâistătătorul Bisericii Ortodoxe a Ciprului.
A fost ales de către Sfântul Sinod al Bisericii Ciprului la 24 decembrie 2022 și întronizat la 8 ianuarie 2023.